# Trescasas
Trescasas ist ein Ort und eine Gemeinde (municipio) mit 1.105 Einwohnern (Stand: 2024) in der zentralspanischen Provinz Segovia in der Autonomen Region Kastilien-León. Die Gemeinde besteht neben dem Hauptort Trescasas aus den Ortschaften La Atalaya und Sonsoto.

## Lage und Klima
Trescasas liegt in der kastilischen Meseta in ca. 1130 m Höhe ungefähr sechs Kilometer (Fahrtstrecke) östlich der Provinzhauptstadt Segovia. Das Klima ist gemäßigt bis warm; Regen (ca. 717 mm/Jahr) fällt mit Ausnahme der trockenen Sommermonate übers Jahr verteilt.

## Bevölkerungsentwicklung
| Jahr      | 1970 | 1981 | 1991 | 2001 | 2011 | 2021 |
| Einwohner | 222  | 155  | 117  | 448  | 980  | 1077 |

## Sehenswürdigkeiten
- Kirche der Unbefleckten Empfängnis (genannt Die Kathedrale der Sierra), 1774 bis 1777 erbaut

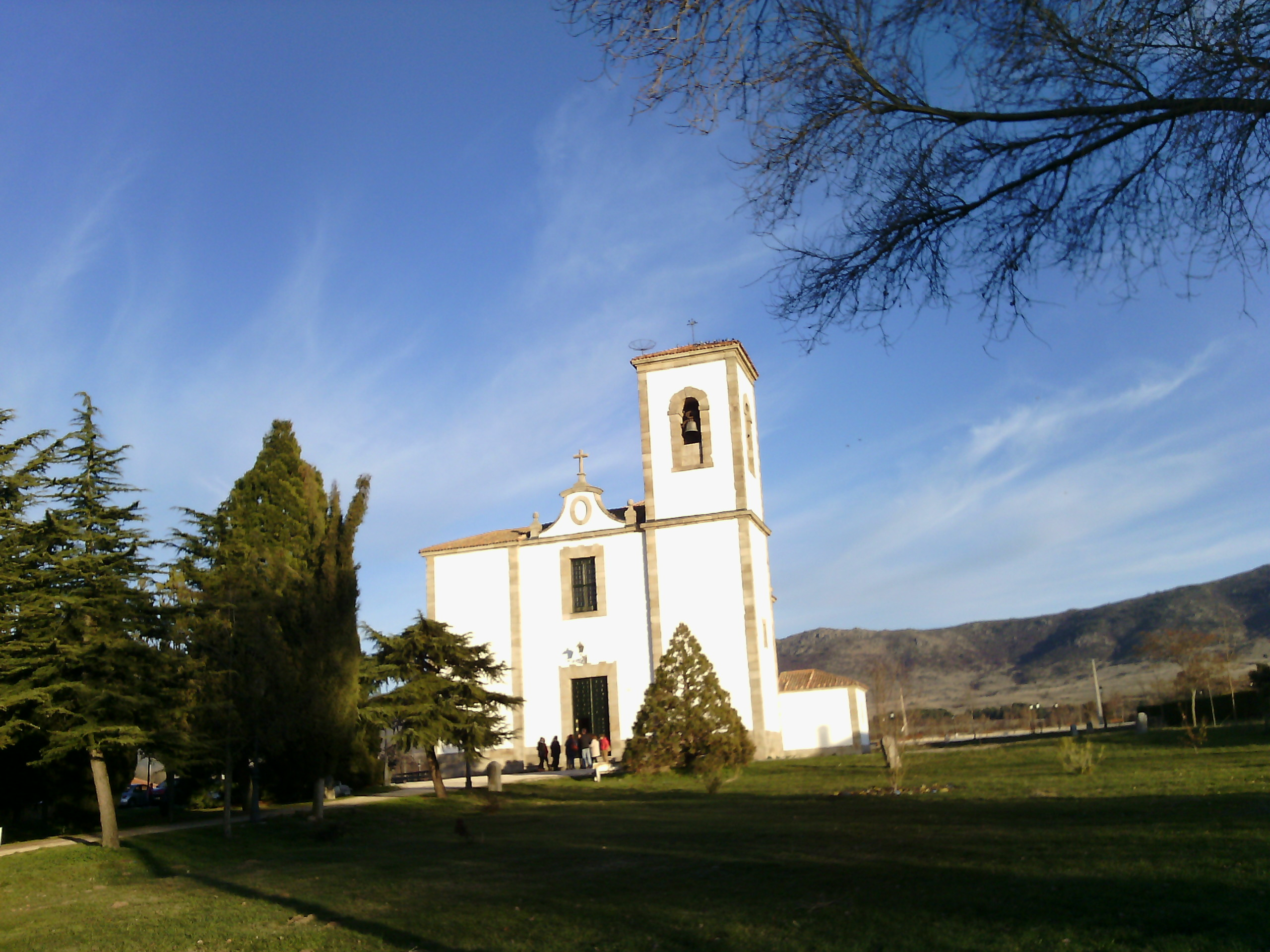
Kirche der Unbefleckten Empfängnis
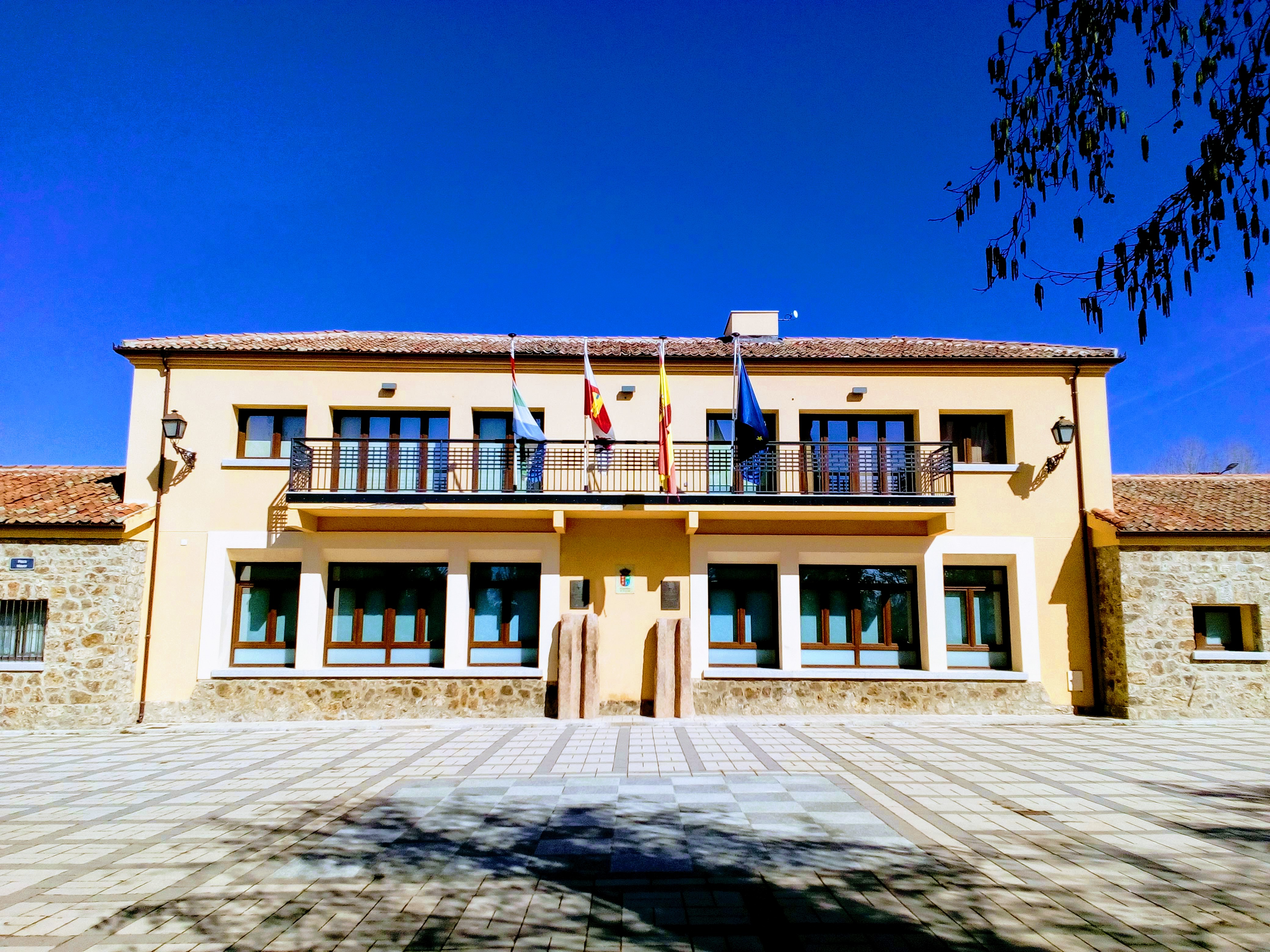
Rathaus